# Jüdischer Friedhof Gau-Bickelheim

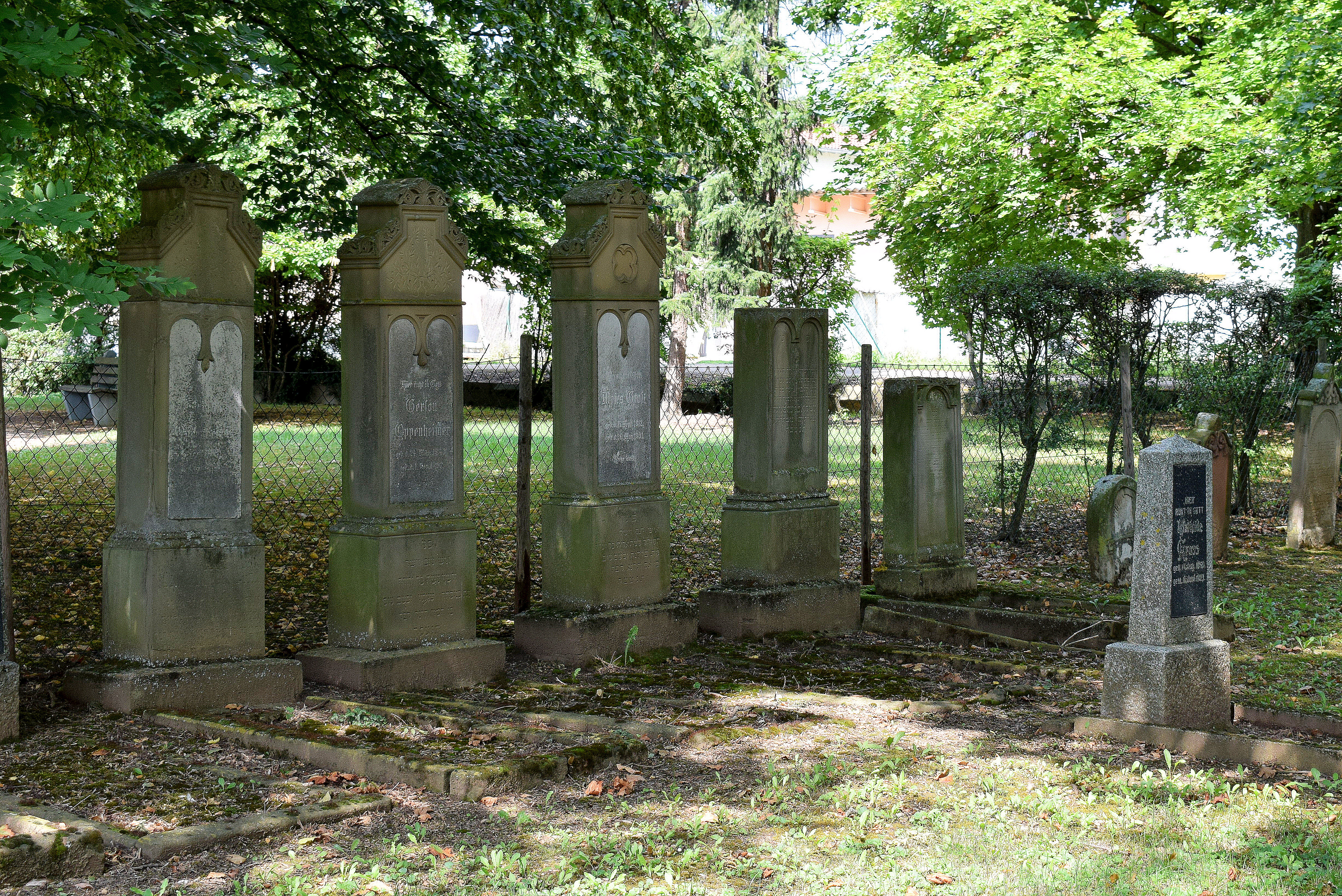
Jüdischer Friedhof in Gau-Bickelheim

Der Jüdische Friedhof Gau-Bickelheim ist ein Friedhof in der Ortsgemeinde Gau-Bickelheim im Landkreis Alzey-Worms in Rheinland-Pfalz. 
Der jüdische Friedhof liegt am östlichen Ortsrand an der Wallertheimer Straße (= B 420).
Auf dem 612 Quadratmeter großen Friedhof, der 1835 neben dem christlichen Friedhof angelegt und etwa bis zum Jahr 1935 belegt wurde, befinden sich 23 Grabsteine. Der daneben liegende christliche Teil wurde nach 1945 aufgegeben und zu einer Parkanlage umgestaltet.

## Alter Friedhof
Ein alter jüdischer Friedhof, der vermutlich im 17. Jahrhundert angelegt und bis zum Jahr 1835 belegt wurde, befand sich vor der „Oberen Pforte“. Er wurde bis zur Anlage des neuen Friedhofes belegt. Auf dem Friedhof sind keine Grabsteine mehr vorhanden.